# 河口俊夫
河口 俊夫（かわぐち としお、1959年7月15日 - ）は、日本のアニメーター、キャラクターデザイナー。スタジオM2所属。

## 経歴
東京デザイナー学院アニメーション科を卒業と同時にグリーンボックスに入社。そこから二宮事務所、スタジオジブリ、マッドハウスを経て、現在はスタジオM2に所属している。

## 参加作品

### テレビアニメ
- まんがことわざ事典（1980年-1982年、動画）
- ゴールドライタン（1981年-1982年、原画）
- ダッシュ勝平（1981年-1982年、原画）
- パタリロ!（1982年、原画）
- 未来警察ウラシマン（1983年、原画）
- 銀河漂流バイファム（1983年-1984年、原画）
- GALACTIC PATROL レンズマン（1984年-1985年、原画）
- めぞん一刻（1986年-1998年、原画）
- 三つ目がとおる（1990年-1991年、原画）
- おにいさまへ…（1991年-1992年、原画）
- 海がきこえる（1993年、原画）
- 新世紀エヴァンゲリオン（1995年、作画監督）
- ポポロクロイス物語（1998年-1999年、作画監督・原画）
- 風人物語（2005年、原画）
- IGPX（2005年-2006年、3DCGI・原画）
- REIDEEN（2007年、原画）
- もっけ（2007年-2008年、キャラクターデザイン・総作画監督・OPED作画監督）
- アリソンとリリア（2008年、3D監督・原画）
- ウルトラヴァイオレット：コード044（2008年、原画）
- スティッチ!（2008年-2009年、作画監督）
- ジャングル大帝 -勇気が未来をかえる-（2009年、作画監督補佐・原画）
- スティッチ! 〜いたずらエイリアンの大冒険〜（2009年-2010年、作画監督）
- それでも町は廻っている（2010年、OP原画）
- 荒川アンダー ザ ブリッジ×ブリッジ（2010年、原画）
- 坂道のアポロン（2012年、原画）

### 劇場アニメ
- ボビーに首ったけ（1985年、原画）
- 迷宮物語 「走る男」（1986年、原画）
- 天空の城ラピュタ（1986年、原画）
- 王立宇宙軍 オネアミスの翼（1987年、原画）
- となりのトトロ（1988年、原画）
- AKIRA（1988年、原画）
- ヴイナス戦記（1989年、原画）
- 魔女の宅急便（1989年、原画）
- 紅の豚（1992年、作画監督）
- 平成狸合戦ぽんぽこ（1994年、作画監督補）
- ルパン三世 くたばれ!ノストラダムス（1995年、原画）
- 耳をすませば（1995年、原画）
- On Your Mark（1995年、原画）
- もののけ姫（1997年、原画）
- 新世紀エヴァンゲリオン劇場版 Air/まごころを、君に（1997年、原画）
- アキハバラ電脳組 2011年の夏休み（1999年、作画監督補佐）
- 人狼 JIN-ROH（2000年、原画）
- ギブリーズ episode2（2002年、3Dキャラクターアニメーション）
- イノセンス（2004年、原画）
- ねずみ物語 ～ジョージとジェラルドの冒険～（2007年、ラフ原画チェック補佐）
- 手塚治虫のブッダ -赤い砂漠よ！美しく-（2011年、原画）
- 鋼の錬金術師 嘆きの丘の聖なる星（2011年、原画）
- ももへの手紙（2012年、車両設定）
- かぐや姫の物語（2013年、作画）
- 攻殻機動隊ARISE GHOST IN THE SHELL（2014年、作画監督）
- 機動戦士ガンダム THE ORIGIN（2014年、原画）

### OVA
- BIRTH（1984年、原画）
- 天使のたまご（1985年、原画）
- 迷宮物件 FILE538（1987年、原画）
- デビルマン 妖鳥死麗濡編（1990年、原画）
- .hack//Quantum（2011年、演出）
- PLUTO（2023年、監督）

### ゲーム
- ポポロクロイス物語II（2000年、原画）
- サーヴィランス 監視者（2002年、原画）
- テイルズ オブ デスティニー2（2002年、原画）
- 攻殻機動隊 STAND ALONE COMPLEX（2004年、モーションアドバイザー）
- サクラ大戦V EPISODE 0〜荒野のサムライ娘〜（2004年、原画・3DCGI）

### プラネタリウム上映
- 火の鳥 絆編（2012年、監督）